# Santa Fé (província)
Santa Fé (em castelhano, Santa Fe) é uma província da Argentina no centro-leste do país. A capital é Santa Fé (população 391.000). A área da província é de 133.007 km² e população, de 3.194.537 habitantes (em 2010).
Outras cidades são Rosário (908.000), Rafaela (83.000), Venado Tuerto (77.000), Villa Gobernador Gálvez (74.000), Reconquista (66.000) e Santo Tomé (58.000). A população total da província é de 3.000.701 (2001) e sua área é igual a 133.007 km². As províncias limítrofes são: Chaco, Corrientes, Entre Ríos, Buenos Aires, Córdoba e Santiago del Estero.